# Prowincja Abancay
Prowincja Abancay – jedna z siedmiu prowincji w regionie Apurímac ze stolicą w mieście Abancay. W skład prowincji wchodzi dziewięć dystryktów. Liczba ludności mieszkającej w całej prowincji równa jest 55 111.

## Podział prowincji
Prowincja Abancay dzieli się na dziewięć dystryktów:
- Abancay
- Chacoche
- Circa
- Curahuasi
- Huanipaca
- Lambrama
- Pichirhua
- San Pedro de Cachora
- Tamburco